# La Fabrique du mensonge
Pour plus de détails, voir Fiche technique et Distribution.
La Fabrique du mensonge (Führer und Verführer, litt. « Guide et Séducteur ») est un film germano-slovaque réalisé par Joachim Lang et sorti en 2024.
Il est présenté, en avant-première mondiale, au Festival du film de Munich, en juillet 2024.

## Synopsis
Le film se concentre, de 1938 à 1945, sur la relation entre Adolf Hitler et Joseph Goebbels, dont ce dernier s'est chargé de la propagande nazi. Après l’annexion de l’Autriche et la destruction de la Tchécoslovaquie, le ministre de la propagande se voit confier par le Führer la tâche de préparer psychologiquement les Allemands à la guerre imminente. 
En outre, Joseph Goebbels poursuit également le deuxième objectif idéologique du régime nazi en organisant le pogrom de la Nuit de Cristal et de l’agitation radicale contre les concitoyens juifs des Allemands. En 1940, Il commande au réalisateur Fritz Hippler la production du pseudo-documentaire antisémite Le Juif éternel.
En 1943, lorsqu’il devient évident que l’Allemagne perdra la guerre, Joseph Goebbels organise un congrès gigantesque au Palais des sports de Berlin lors duquel il prononce le discours du Sportpalast où il promet une guerre totale.

## Fiche technique
Sauf indication contraire, les informations mentionnées dans cette section peuvent être confirmées par la base de données cinématographique Filmportal
- Titre original : Führer und Verführer
- Titre slovaque : Goebbels
- Titre français : La Fabrique du mensonge
- Réalisation et scénario : Joachim Lang (de)
- Musique : Michael Klaukien (de)
- Décors : Benedikt Herforth et Pierre Pfundt
- Costumes : Katarína Štrbová-Bieliková
- Photographie : Klaus Fuxjäger
- Son : Matteo Bohé
- Montage : Rainer Nigrelli (de)
- Production : Till Derenbach et Michael Souvignier (de)
  - Production associée : Andreas Fröhlich et Jan Novotný
  - Coproduction : Sandra Maria Dujmovic
- Sociétés de production : Zeitsprung Pictures GmbH, en coproduction avec SWR
- Sociétés de distribution : Wild Bunch Germany (Allemagne) ; Condor Distribution (France)
- Pays de production :  Allemagne et  Slovaquie
- Langue originale : allemand
- Format : couleur — DCP 2,39:1 (CinemaScope) — son Dolby 5.1
- Genre : biographie, drame, historique
- Durée : 136 minutes
- Dates de sortie :
  - Allemagne : 4 juillet 2024 (Festival du film de Munich) ; 12 septembre 2024 (sortie nationale)
  - France : 19 février 2025

## Distribution
- Robert Stadlober : Joseph Goebbels
- Fritz Karl : Adolf Hitler
- Franziska Weisz : Magda Goebbels
- Dominik Maringer (de) : Werner Naumann
- Moritz Führmann (de) : Karl Hanke
- Till Firit (de) : Wolf-Heinrich von Helldorf
- Christoph Franken (de) : Veit Harlan
- Michael Glantschnig (de) : Joachim Gottschalk
- Katia Fellin (de) : Lída Baarová
- Olivier Fleischer (de) : Hermann Göring
- Martin Bermoser (de) : Heinrich Himmler
- Wolfram Rupperti (de) : Alfred Rosenberg
- Emanuel Fellmer (de) : Joachim von Ribbentrop
- Johannes Rhomberg (de) : Otto Dietrich
- Peter Windhofer (de) : Albert Speer
- Sebastian Thiers : Martin Bormann
- Sascha Göpel (de) : Fritz Hippler
- Helene Blechinger (de) : Leni Riefenstahl
- Raphaela Möst (de) : Eva Braun
- Damien Erminio Ballasina : Michael Gottschalk
- Franziska Lindenthaler : Meta Gottschalk
- Raphael Nicholas : Heinz Rühmann
- Samuel Fischer : Helmut Goebbels
  - Ferdinand Tuppa : Helmut Goebbels, enfant
- Tomheinz Breitenecker : Hans Fritzsche
- Robert Herrmanns (de) : Robert Wagner
- Sophie Rabmer : Kristina Söderbaum

## Production

### Genèse et développement
Joachim Lang écrit le scénario, en faisant ses propres recherches et suivant le conseil des historiens, Peter Longerich et notamment Thomas Weber, à partir des propres journaux intimes et des enregistrements, tels que des lettres et des témoignages, de Joseph Goebbels.
Le film est produit par la société allemande, Zeitsprung Pictures GmbH.
Début décembre 2023, Margot Friedländer, survivante de l'Holocauste, à 102 ans, considère ce film « extrêmement important ».

### Tournage
Le tournage a discrètement lieu à Bratislava (Slovaquie), à la suite du refus du soutien et du financement en Allemagne,,. pendant 24 jours.

### Postproduction
Début novembre 2024, la société française, Condor, gère la distribution de ce film sous le titre Goebbels et le Führer. Fin décembre, le titre change en La Fabrique du mensonge.

## Accueil

### Festival et sorties
La Fabrique du mensonge est projeté, le 4 juillet 2024, au Festival du film de Munich (Allemagne).
Il sort, en Allemagne, le 12 septembre 2024, par la distribution, Wild Bunch Germany.
En France, il sort le 19 février 2025 par la distribution, Condor.

### En France
Olivier Delcroix, du journal Le Figaro, souligne que La Fabrique du mensonge « se métamorphose en un thriller à huis clos, nourri d’une belle rigueur historique », « dont les dialogues et les citations sont sourcés », ajoute Florence Colombani, du journal Le Point.
Jacques Mandelbaum, du journal Le Monde, partage sa déception : « Avec une mise en scène digne d’une dramatique télé où tout le monde rit trop bruyamment et un casting autrichien qui ne se signale ni par son charisme ni par sa vraisemblance, La Fabrique du mensonge part à cet égard avec un gros handicap ».